# Unione dei comuni della Marrucina
L'Unione dei comuni della Marrucina è stata un'unione tra comuni della provincia di Chieti.
Ne facevano parte i comuni di Arielli, Canosa Sannita, Filetto, Orsogna e Poggiofiorito.
Il Consiglio dell'Unione della Marrucina era composto da 14 membri, ripartiti tra i cinque comuni in base a popolazione e territorio.
Creato nel 2001, è stato dissolto nel dicembre 2012 a seguito della decisione di uscire dall'unione da parte dei Consigli comunali di Poggiofiorito, Arielli, Canosa Sannita e Filetto.
Lo stemma e il gonfalone furono concessi con decreto del presidente della Repubblica nel 2004.